# Muça Paxá ibne Haçane
Muça Paxá ibne Haçane ibne Amade ibne Riduão ibne Mustafá (em árabe: موسى باشا بن حسن رضوان) foi o governador de Gaza e Jerusalém durante o período do domínio otomano na Palestina na segunda metade do século XVII. Seu reinado se estendeu de 1663, quando sucedeu seu irmão deposto e executado Huceine Paxá, até o final da década de 1670. O filho de Muça, Amade Paxá II, sucedeu seu pai e foi o último governador da dinastia de Riduão de Gaza, servindo até 1690.
Embora fosse conhecido por ser amável por disposição, estabeleceu um regime estrito que era muito menos tolerante com as comunidades judaicas e cristãs de Gaza, que prosperaram sob o governo de Huceine. O cônsul francês de Jerusalém na época, Chevalier d'Arvieux, acreditava que essa política foi posta em prática por causa do medo de Muça de ser retratado como pró-cristão ou pró-francês; seu irmão Huceine chefiou uma administração muito tolerante e bem-sucedida e acredita-se que foi deposto, preso e executado pelas autoridades otomanas por esse motivo. O historiador Dror Ze'evi descreveu Muça como um "governador fraco e inexpressivo". Após a morte de sua sobrinha Xacra Catum e seu marido Assafe Paxá, a custódia de seus filhos Maomé Bei, Ali Bei e Mamanude Canim foi transferida para Muça, que foi encarregado de sua herança.
Em 1663, Muça encomendou a restauração da Grande Mesquita de Gaza e teve seu nome inscrito no manto de seu mirabe. Gaza ainda permaneceu relativamente próspera sob o governo de Muça, que foi amplamente creditado com às políticas que seu antecessor colocou em prática. A cidade continuou a servir como a capital virtual da Palestina. No entanto, não muito depois do reinado de Muça, a economia e a posição político de Gaza começaram a declinar e no século XIX, não era mais do que uma pequena cidade.